# Lyda Judson Hanifan
Lyda Judson Hanifan, più noto come L. J. Hanifan (Cubana, 12 febbraio 1879 – 11 dicembre 1932), è stato un sociologo, educatore scolastico e dirigente scolastico statunitense.
È noto soprattutto per essere stato il primo a introdurre una definizione di capitale sociale nell’ambito dei rapporti sociali. Come sottolineato dal politologo Robert D. Putnam nel suo libro Bowling Alone (2000), L. J. Hanifan utilizzò questo concetto in un suo scritto del 1916 e successivamente in un capitolo intitolato "Capitale sociale" di un libro pubblicato nel 1920.

## Biografia
Hanifan nacque il 12 febbraio 1879 nel borgo forestale di Cubana (Virginia Occidentale).
continuò gli studi al West Virginia Wesleyan College. Conseguì una Bachelor of Arts all'Università della Virginia Occidentale il 21 ottobre 1907, senza una specializzazione. Negli anni successivi frequentò l'Università di Chicago e ottenne un Master of Arts dall'Università di Harvard nel 1909.
Tornò nella Virginia Occidentale dove prestò servizio nei sistemi scolatici di Elkins, Belington, Charleston e Welch e per quasi 10 anni fu supervisore statale delle scuole rurali. In questo periodo Hanifan scrisse due libri e una serie di opuscoli riguardante l'istruzione rurale.
Hanifan sposò Mary Pearl Agee (1891–1948) il 26 marzo 1913 ed ebbero una figlia, Mary Elkin Hanifan. Suo padre era John Hanifan, sposato tre volte, sua madre era Sara Taylor. Lyda aveva cinque fratelli germani, Lorenzo Dow, French W. e Stark W., Floyd R. e Luetta Hanifan. Inoltre, dieci fratellastri. Dopo aver prestato servizio come Sovrintendente delle scuole a Welch (Virginia Occidentale), Hanifan si trasferì a Paducah (Kentucky), dove prestò servizio come sovrintendente delle scuole fino alla sua morte.
Nel dicembre 1917, il sovrintendente statale delle scuole libere H. P. Shawkey nominò Hanifan segretario della New School Code Commission. La commissione sviluppò disposizioni chiave del sistema di istruzione pubblica in Virginia Occidentale. Il rapporto della commissione presentato alla legislatura della Virginia Occidentale nel gennaio 1919 diede origine a una legislazione adottata nel febbraio 1920, che istituì il consiglio scolastico statale, creò il periodo scolastico di 10 mesi, aumentò gli stipendi degli insegnanti, impose la frequenza obbligatoria per gli alunni di età compresa tra 6 e 16 anni, autorizzò le scuole medie inferiori e, tra le altre disposizioni,

## Capitale sociale
Secondo Robert D. Putnam, «il primo uso noto del concetto (di capitale sociale) non fu da parte di qualche teorico di clausura, ma da parte di un riformatore pratico dell'era progressista: L. J. Hanifan, supervisore statale delle scuole rurali nella Virginia Occidentale. Scrivendo nel 1916, per sollecitare l'importanza del coinvolgimento della comunità per le scuole di successo, Hanifan invocò l'idea del "capitale sociale" per spiegare il perché». «Il resoconto di Hanifan sul capitale sociale», continua Putnam, «anticipò praticamente tutti gli elementi cruciali nelle interpretazioni successive, ma la sua invenzione concettuale apparentemente non attirò l'attenzione di altri commentatori sociali e scomparve senza lasciare traccia» per i successivi 84 anni. Hanifan ha definito il capitale sociale come:
Il concetto di capitale sociale fu poi ripreso, ampliato e approfondito dai sociologi solo alcuni decenni più tardi.

## Opere
- (EN) L. J. Hanifan, The Rural School Community Center, collana Annals of the American Academy of Political and Social Science, 1916,  pp. 130-138, DOI:10.1177/000271621606700118. URL consultato il 18 marzo 2025.
- (EN) L. J. Hanifan, The Community Center, Boston, New York, Chicago, San Francisco, Silver Burdett, 1920. URL consultato il 18 marzo 2025.
- (EN) L. J. Hanifan, Progressive West Virginians, Wheeling, The Intelligencer and Wheeling News-Register, 1923,  p. 197.
- (EN) L. J. Hanifan, District Supervision (West Virginia and Oregon as Examples), in Twelfth Yearbook of the National Society for the Study of Education, Vol. 2, Chicago, University of Chicago Press, 1913,  pp. 17-27.
- (EN) L. J. Hanifan, A Handbook Containing Suggestions and Programs for Community Social Gatherings at Rural School Houses Charleston, Charlenston, State Department of Education, 1913. URL consultato il 29 marzo 2025.
- (EN) L. J. Hanifan, A Supplement to the State Manual of the Elementary Course of Study, Charleston, Department of Free Schools, 1913. URL consultato il 29 marzo 2025.
- Hanifan, L. J. (1914). Facts and Fallacies About Consolidation of Schools in West Virginia. Charleston, WV, Department of Free Schools: 16.
- Hanifan, L. J. (1914). "Social Centers and Rural Schools." Atlantic Educational Journal 10: 62-65.
- Hanifan, L. J. (1916). Evening Classes for West Virginia Elementary Schools. Charleston, WV, Department of Free Schools.
- Hanifan, L. J. (1920). The Difficulties of Consolidation. The Consolidated Rural School. L. W. Rapeer. New York, Charles Scribner's Sons: 475-496.